# بطولة القتال التراثية
بطولة القتال التراثية (بالإنجليزية: Legacy Fighting Alliance)‏ هي شركة أمريكية لترويج فنون القتال المختلطة ومقرها في هيوستن، تكساس. تم إنشاؤها نتيجة اندماج بطولة القتال التراثية وتحالف القيامة القتالي في عام 2016.